# Блатни вулкан
Блатни вулкан, блатни извор или блатна купа (енгл. Mud volcano; рус. Грязевой вулкан; азер. Palçıq vulkanı) представља геолошку формацију у виду руптуре (отвора) на површини земљине коре, насталу ерупцијама блата, воде и гасова. За разлику од класичних вулкана блатни вулкани не продукују лаву и нису нужно покретани магматским активностима. Димензије блатних вулкана варирају од минимално једног метра у пречнику и висини до максималних 700 метара висине и пречника од око 10 километара, колике су димензије блатног вулкана Луси на Јави (у Индонезији).
Продукт ерупције блатног вулкана је најфинији муљ који настаје мешањем вреле воде и разних минералних суплемената дубоко у унутрашњости земље, а потом се услед високих притисака кроз пукотине избацује на површину земље. У самом муљу се налазе знатније концентрације гасова, а најдоминантнији је метан на који отпада око 86% свих гасова, уз знатно мање концентрације угљен-диоксида и азота. Изузетак су блатни вулкани уз класичне вулкане у којима уместо метана доминира хелијум. Избачени материјал у себи садржи разне смеше соли (најчешће халита), киселина и угљоводоника због чега се, у зависности од хемијског састава, блато из блатних вулкана неретко користи у лековите сврхе. Температуре блата у блатним вулканима су доста стабилне, знатно ниже од температура типичних за класичне вулкане, и крећу се у размацима од максималних скоро 100 °C па до свега 2 °C. Блатни вулкани се углавном појављују у зонама субдукције и до сада је регистровано нешто преко 1.100 оваквих геолошких формација на површини земљине коре и на континенталном шелфу. Овакав тип вулканске активности најчешће се јавља у вулканским и нафтоносним подручјима, често у форми фумарола које пролазе кроз слој вулканског пепела и глиненог супстрата. У ситуацијама када је блато помешано са знатнијим концентрациа запаљивих гасова и сирове нафте, може доћи до спонтаног самозапаљења и формирања бакљи. Такав случај се десио током октобра 2001. када је дошло до самозапаљивања вулкана у близини Бакуа (око 15 км од града) и том приликом је формиран ватрени стуб висине око 15 метара.
Иако су ерупције блатних вулкана по правилу готово нечујне, у историји су забележене и оне које су биле јако бучне и за последице су имале чак и људске жртве. Тако се ерупција блатног вулкана Горелоје пекло на Таманском полуострву у Русији, до које је дошло 1794, чула на удаљености од чак 50 километара. Слично је било и у фебруару 1935. са ерупцијом блатног вулкана Локбатан у Азербејџану, док је ерупција блатног вулкана Велики Боздаг из 1902. довела до људских жртава.
Највеће концентрације блатних вулкана регистроване су на подручју Апшеронског полуострва (у близини Бакуа) у Азербејџану где се налази око 400 активних блатних вулкана. Већа концентрација ових вулкана се налази и на Таманском и Керчком полуострву у Русији (Краснодарска покрајина и Крим), на југозападу Бугарске код Петрича, у округу Бузау на истоку Румуније, на Сицилији, Новом Зеланду, Јелоустонском националном парку итд.
Постојање формација сличних блатних вулканима на Земљи регистровано је и на површини Марса.